# 斯泰特羅德 (北卡羅萊納州)
斯泰特羅德（英語：State Road）是位於美國北卡羅萊納州薩里縣的非建制地區。

## 歷史
斯泰特羅德的郵局自1852年營運至今。

## 地理
斯泰特羅德所處的海拔為高於海平面406米（即1332英呎），而該地所採用的時區為UTC-5，即北美东部时区（EST）。同時該地設有夏令時間，為UTC-5調快一小時，即UTC-4（EDT）。